# Qui a connu le feu
Qui a connu le feu/Who Has Known Fire est une bande dessinée d'Olivier Bramanti (dessin) et Yvan Alagbé (texte) publiée en version bilingue franco-anglaise par Frémok en 2004.
Bramanti et Alagbé y évoquent, dans une optique postcoloniale et au moyen d'un traitement artistique avant-gardiste, l'histoire du colonialisme européen (en) à travers les figures de Béhanzin et Sébastien Ier.